# Струминский, Богдан
Богдан Струминский (укр. Богдан Струминський; 7 марта 1930, Белосток, Польша — 23 июня 1998, Арлингтон, Массачусетс, США) — украинский, польский и американский лингвист, переводчик, педагог, доктор филологии. Действительный член Украинской свободной академии наук (Ukrainian Free Academy of Sciences (UVAN)) (США).

## Биография
Изучал украинскую и польскую филологию в Варшавском университете. За распространение запрещенных материалов о СССР и УССР в 1963 году был арестован и 3 года провел в заключении.
После выхода из тюрьмы продолжил заниматься научной деятельностью, в 1974 году защитил докторскую диссертацию в области исторической филологии.
В 1975 году был приглашен преподавать украинскую филологию на славянском факультете Гарвардского университета.
В 1979—1993 гг. — сотрудник Украинского Научного института Гарвардского университета (УНИГУ). Одновременно читал лекции в Летней школе при УНИГУ, университетах Коннектикута, Сторрса и Оттавы.
В 1993 году Варшавский университет за большой вклад в области западнорусской филологии признал ему хабилитацию. В том же году начал работать в Канадском Институте Украинских исследований, перевел на английский несколько томов «Истории Украины-Руси» Михаила Грушевского.
Провёл большую работу по переводу на английский ряда произведений западнорусской литературы раннего периода для УНИГУ, особенно, таких образцов полемической литературы, как «Палинодия» Захария Копыстенского (1620—1623) и его оппонента Льва Кревзы «В защиту церковного единства» (1617), которые вышли в 1995 в одном издании.
Б. Струминский — автор многочисленных научных публикаций, публиковавшихся в таких журналах как: «Slavia Orientalis» («Восточно-славянская филология»), «Slavic Review», «Harvard Ukrainian Studies», «Journal of Ukrainian Studies» и др.
Сотрудничал с журналом «Сучасності» и польским эмигрантским изданием «Культура» в Париже.
Наиболее известные его работы — две монументальные книги: «Псевдо Мелешко: Украинские апокрифические речи 1615—1618» (Pseudo Melesko: A Ukrainian Apocryphal Speech of 1615—1618) (1984) и «Языковые взаимоотношения в Древней Руси: северяне, финны и восточные славяне (с IX по XI век)» (Linguistic Interpretations in Early Rus: Northmen, Finns, and East Slavs (Ninth to Eleventh Centuries) (1996).
Кроме того, под его редакцией в 1988 году вышло энциклопедическое издание о Лемковщине «Лемківщина. Земля — люди — історія — культура».